# Tinnitus Sanctus
Tinnitus Sanctus je osmé studiové album německé hardrockové hudební skupiny Edguy. Vydáno bylo 14. listopadu 2008 vydavatelstvím Nuclear Blast. Digipak edice obsahuje bonusové CD, na kterém je zvukový záznam některých písní nahraných na koncertu v Los Angeles během turné k předchozí desce Rocket Ride (2006). V porovnání s tímto albem si Tinnitus Sanctus vedlo v evropských hitparádách hůře a umístilo se na nižších pozicích. V německém žebříčku Media Control Charts se umístilo na devatenáctém místě a ve Švédsku až na dvacátém osmém.

## Seznam skladeb
Všechny skladby napsal(i) Tobias Sammet. 
| Pořadí         | Název                             | Délka |
| -------------- | --------------------------------- | ----- |
| 1.             | Ministry of Saints                | 5:02  |
| 2.             | Sex Fire Religion                 | 5:57  |
| 3.             | The Pride of Creation             | 5:28  |
| 4.             | Nine Lives                        | 4:26  |
| 5.             | Wake Up Dreaming Black            | 4:05  |
| 6.             | Dragonfly                         | 4:56  |
| 7.             | Thorn Without a Rose              | 4:46  |
| 8.             | 9-2-9                             | 3:48  |
| 9.             | Speedhoven                        | 7:42  |
| 10.            | Dead or Rock                      | 4:59  |
| 11.            | Aren't You a Little Pervert Too?! | 2:20  |
| Celková délka: | Celková délka:                    | 53:29 |

| Bonusové CD: Živě v Los Angeles | Bonusové CD: Živě v Los Angeles | Bonusové CD: Živě v Los Angeles |
| Pořadí                          | Název                           | Délka                           |
| ------------------------------- | ------------------------------- | ------------------------------- |
| 1.                              | Catch of the Century            | 5:13                            |
| 2.                              | Sacrifice                       | 8:23                            |
| 3.                              | Babylon                         | 7:29                            |
| 4.                              | Lavatory Love Machine           | 4:24                            |
| 5.                              | Tears of a Mandrake             | 7:42                            |
| 6.                              | Vain Glory Opera                | 6:26                            |
| 7.                              | Superheroes                     | 3:24                            |
| 8.                              | Fucking with Fire               | 4:37                            |
| 9.                              | Avantasia                       | 6:57                            |
| 10.                             | King of Fools                   | 5:25                            |
| Celková délka:                  | Celková délka:                  | 60:00                           |

## Obsazení
- Tobias Sammet – zpěv, klávesy
- Jens Ludwig – hlavní kytara
- Dirk Sauer – rytmická kytara
- Tobias Exxel – baskytara
- Felix Bohnke – bicí

### Hosté
- Michael Rodenberg – klaviatura
- Oliver Hartmann, Thomas Rettke, Claudia Boots-Zimmermann – doprovodný zpěv